# Frogger
Frogger é um jogo de Video game criado em 1981 em uma parceria entre as então jovens empresas de informática SEGA e Konami. Inicialmente fabricado para máquinas de arcade, logo foi fabricado em grande escala para o console mais popular da época, o Atari 2600, tornando-se também um de seus jogos mais populares. A mecânica do jogo era simples, onde o jogador controla um sapo que deve atravessar, com tempo limitado, uma estrada movimentada e um rio cheio de obstáculos até chegar ao seu ninho. A cada cinco travessias bem sucedidas, o jogo progredia em novas fases de dificuldade crescente.
Diversas empresas independentes desenvolveram versões do Frogger, principalmente para PC. Recentemente, a Hasbro produziu uma versão mais moderna do mesmo jogo, sem porém modificar seu conceito.

## Game show
A Konami anunciou que um game show de Frogger estava em produção para o Peacock, produzido pela Konami Cross Media NY e Eureka Productions. O programa estreou em 9 de setembro de 2021.